# Kášán (koberec)

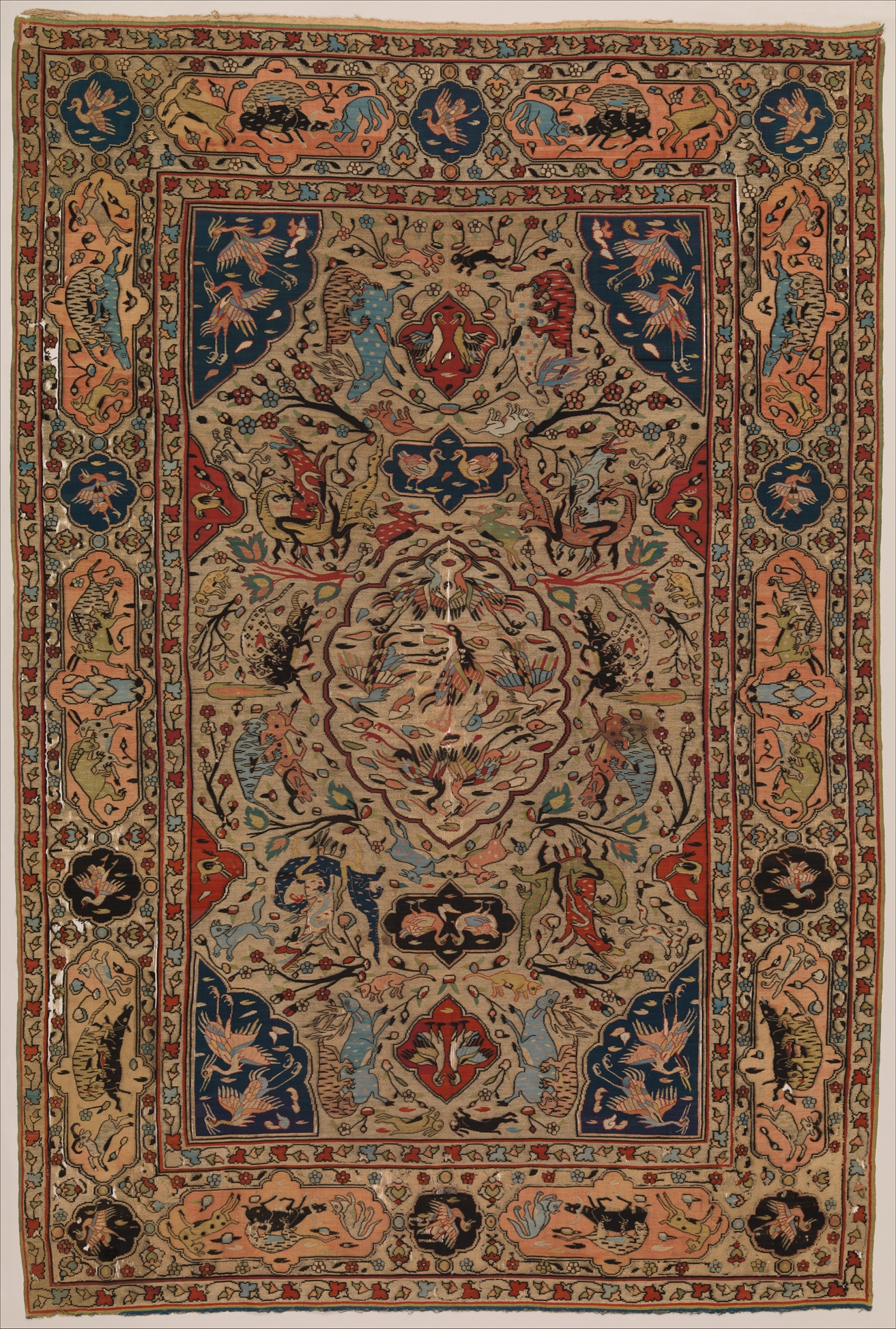
Kášán z konce 16./začátku 17. století

Kášán je druh hodnotných perských koberců s krátkým vlasem z lesklé vlněné nebo hedvábné příze.
Řemeslná výroba koberců začala v Kášánu v 17. století. Původní výrobci byli pravděpodobně ovlivněni způsobem vzorování známém od začátku 16. století, které se zakládalo na drobných vzorech z hedvábné příze.
Výroba kášánových koberců byla obzvlášť úspěšná ke konci 19. a na začátku 20. století. Podkladová tkanina je z bavlněné příze, vlas je vázaný dvojitým perským uzlem z mimořádně hebké, lesklé vlny. Příze jsou barvené přírodními barvivy, teprve od 30. let 20. století se používají k barvení také chemické preparáty.
V roce 2010 bylo tradiční vázání koberců v Kášánu zapsáno UNESCEM do Seznamu nedoknutelného kulturního dědictví lidstva.

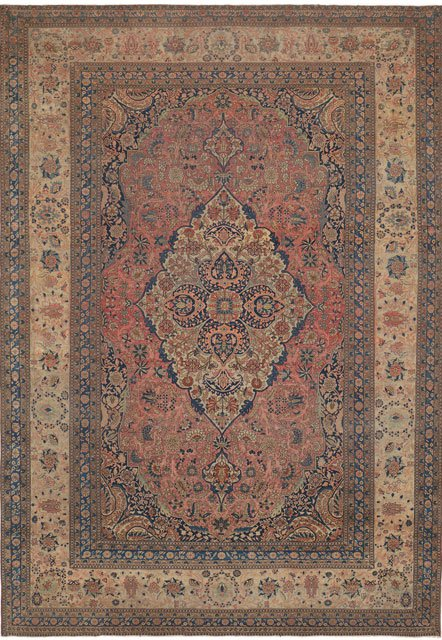
Mochtašám asi z roku 1825

Za nejvzácnější druh kášánu je považován mochtašám, který se začal vyrábět v 1. polovině 19. století. Koberce jsou hustě vázané z vlněné příze, s jemnými vzory květů nebo listů na pozadí v barvě slonové kosti nebo zlata. Vlas koberce je extrémně krátce postřihovaný. Za exkluzivní výrobky z tohoto období platí sběratelé starožitností více než 20 000 €.
Maloobchodní ceny běžně vyráběných ručně vázaných kášánů byly udávány orientačně podle americké tabulky Oriental Rug Merchant v 1. dekádě 21. století s cca 250 €/m2 (asi 1/10 tehdejší ceny nejdražších perských koberců).
V Kášánu se v roce 1973 začaly vyrábět koberce také strojově. V 1. dekádě 21. století se tam soustřeďovalo asi 60 % íránské výroby tohoto druhu textilií (ročně cca 50 milionů m2).